# 加济阿巴德县

加兹阿巴德县（红色）在北方邦的位置

加济阿巴德县（Ghaziabad District）为印度北方邦密鲁特专区县份。地理上县域西北与巴格帕特县接壤，北邻密鲁特县，东部与哈普爾县隔亚穆纳河相望，西南和乔达摩菩提那加尔县相连，西部隔恒河与哈里亚纳邦为邻。行政中心驻加濟阿巴德。